# Episodi di Mind Games
La prima stagione della serie televisiva Mind Games è stata trasmessa in prima visione negli Stati Uniti d'America sul canale ABC dal 25 febbraio.
Dopo sei episodi trasmessi, è stata cancellata dai palinsesti a causa degli scarsi dati d'ascolto registrati. In Italia la stagione è inedita.
| nº | Titolo originale     | Titolo italiano | Prima TV USA     | Prima TV Italia |
| -- | -------------------- | --------------- | ---------------- | --------------- |
| 1  | Pilot                |                 | 25 febbraio 2014 |                 |
| 2  | Asymmetric Dominance |                 | 4 marzo 2014     |                 |
| 3  | Pet Rock             |                 | 11 marzo 2014    |                 |
| 4  | Apophenia            |                 | 18 marzo 2014    |                 |
| 5  | Cauliflower Man      |                 | 25 marzo 2014    |                 |
| 6  | Thicker Than Water   |                 | inedito          |                 |